# Cintura vulcanica di Anahim
La cintura vulcanica di Anahim è una cintura vulcanica lunga 600 km che si estende dalla parte settentrionale dell'Isola di Vancouver fino alla cittadina di Quesnel, nella Columbia Britannica, in Canada.

## Caratteristiche
La cintura vulcanica ha avuto tre importanti episodi magmatici: 15-13 milioni di anni fa, 9-6 e 3-1 milioni di anni fa. 
Il Cono Nazko, la cui ultima eruzione risale a 7.200 anni fa, è il più giovane dei vulcani che compongono la catena di Anahim. Si ritiene che questi vulcani si siano formati in seguito al movimento della placca nordamericana al di sopra del punto caldo di Anahim, un centro di risalita del magma che è rimasto in attività per lungo tempo e che viene considerato simile al punto caldo che alimenta i vulcani delle Isole delle Hawaii. I vulcani che compongono la cintura divengono più giovani andando verso est, dal momento che la placca si sposta con una velocità compresa tra 2 e 3,3 cm all'anno, mentre il punto caldo rimane fisso.  
Il vulcanismo da attendersi in futuro sarà molto probabilmente del tipo di un cono di scorie basaltiche, ma non si possono escludere anche eruzioni di magma meno mafico, tipico delle porzioni più orientali della catena. Il 9 ottobre 2007 in prossimità del Cono Nazko è iniziata una serie di terremoti collegati a un'intensa attività vulcanica sotterranea nell'area.
La cintura vulcanica è definita da 37 centri basaltici del Quaternario e da tre grandi vulcani a scudo chiamati Rainbow Range, Ilgachuz Range e Itcha Range. Questi tre grandi vulcani hanno dato luogo alla formazione di cupole di lava e rocce frammentate che raggiungono un'altezza di 2.478 m nel Tsitsutl Peak del Rainbow Range, 2.410 m nel Monte Far dell'Ilgachuz Range e 2.365 m nel Monte Downton dell'Itcha Range.
Il Rainbow Range ha la forma di una bassa cupola con un diametro di circa 20 km, sul cui fianco nordorientale si innalza il Picco Anahim, costituito da ossidiana. L'Ilgachuz Range ha un diametro di circa 24 km mentre l'Itcha Range è largo 16 km e lungo 64 km. Le tre catene si sono separate tra la fine del Terziario e l'inizio del Pleistocene per effetto dell'erosione provocata dai corsi d'acqua.